# 群震

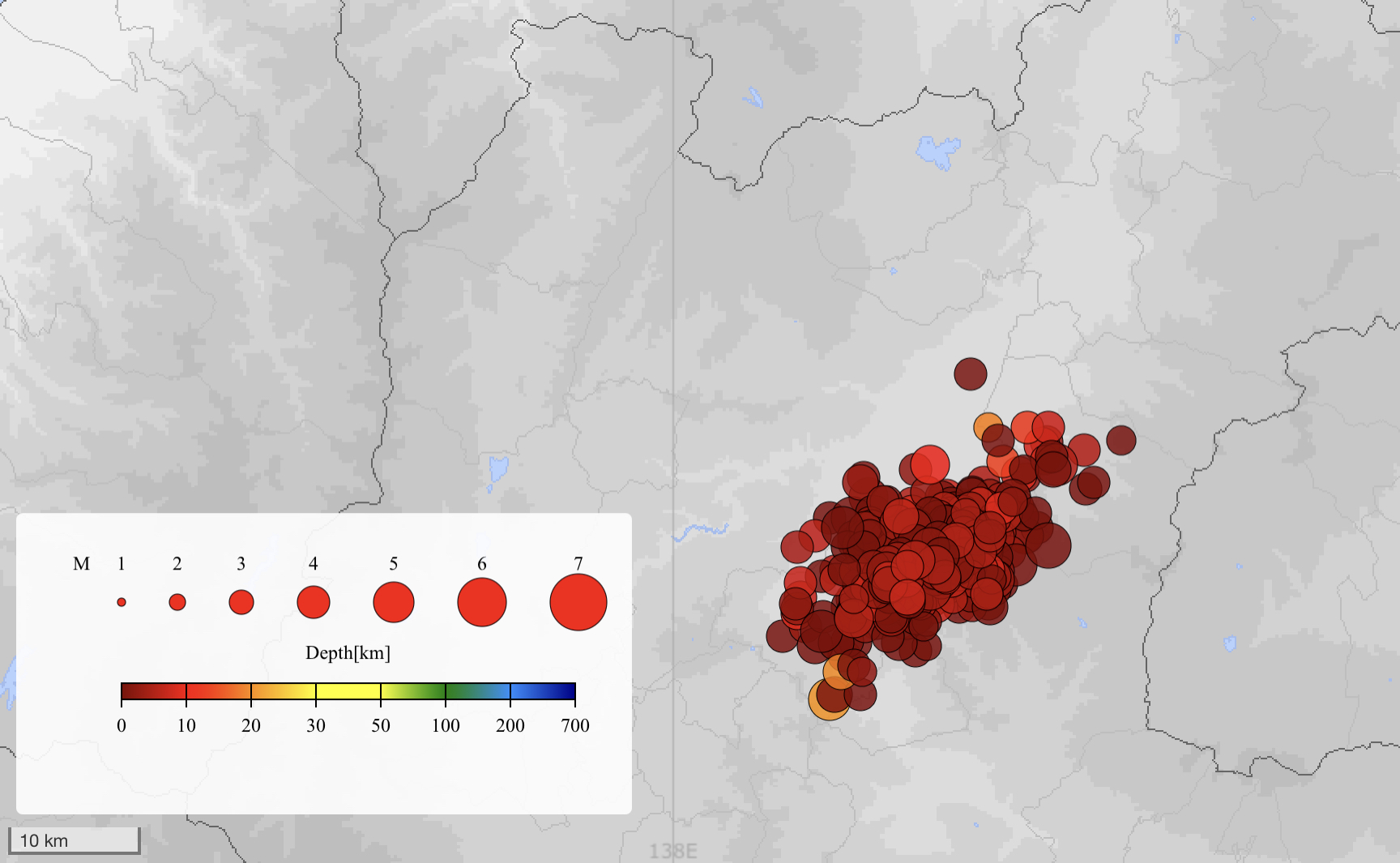
松代群震 (1965年~1970年）

群震（英語：Earthquake swarm，又稱群發性地震、頻發性地震），意指某處在相對而言較短的一段時間中發生一系列地震而無法明確判斷出主震的地震型態。群震的時間長度隨著每次事件發生各有不同，美國地質調查局(USGS)指出一次群發性地震可能持續的時間會從幾天、幾週、到幾個月長。

群震是火山噴發前會發生的典型地質活動之一。
近來研究顯示，在台灣多數地區均有群震現象（以花蓮一帶的群震最為頻繁），尤其在2018年2月起，群震就開始不斷，甚至達到200起以上，且群震發生後，短期內不會伴隨大型的地震。這樣的台灣地質特性是預測地震值得探討的課題。

以下是一個群震發生的例子：2008年2月時，延著塞羅普列托斷層（位於墨西哥下加利福尼亞州靠近其首都墨西卡利處）一共發生了五百多起地震。（如圖示）

另被稱為莫谷爾區地震事件（"The Mogul earthquake sequence"）的群震現象，則是發生在雷諾 (內華達州)。其自2008年2月起開始，連續數月直到2008年11月才結束。
在2月到4月中間，此次地震共造成千餘起、最高至4.7級的小型地震。

## 外部連結
- 李旭、陈天长. . 地震地磁观测与研究. 1999, 20 (2)  [2009-11-01] （中文（中国大陆））.